# Velika loža Crne Gore
Velika loža Crne Gore (crnog. Велика ложа Црне Горе), skraćeno VLCG, je regularna slobodnozidarska velika loža u Crnoj Gori. Osnovana je 2006. godine na dan proglašenja nezavisnosti Crne Gore od loža koje su radile pod Regularnom velikom ložom Jugoslavije.

## Povijest
Nakon demokratskih promjena koje su uslijedile raspadom komunističke Jugoslavije početkom 1990-ih postupno se oživljava slobodno zidarstvo u Crnoj Gori. Prva masonska loža u tadašnjoj Crnoj Gori, koja je bila dio novoformirane Jugoslavije, Loža "Montenegro" sa sjedištem u Podgorici, osnovana je u ožujku 1993. godine u Riminiju tijekom samita na kojem je također osnovana Regularna velika loža Jugoslavije. Nakon toga, osnovane su još tri lože u Crnog Gori: Loža "Zora" u Kotoru, Loža "Luča mikrokozma" u Cetinju te 2006. godine i Loža "Garibaldi" u Nikšiću.
Raspadom zajedničke države Srbije i Crne Gore 2006. godine, stvoreni su uvjeti za osnivanje prve velike lože na području novouspostavljene Crne Gore, što je odlučeno na sastanku crnogorskih loža 3. lipnja 2006. godine. Postupak osnivanja crnogorske velike lože vodile su Ujedinjene velike lože Njemačke, uz podršku Regularne velike lože Jugoslavije i Velikog orijenta Italije. Prve četiri osnivačke lože – podgorička, kotorska, cetinjska i nikšićka – koje su djelovale pod zaštitom Regularne velike lože Jugoslavije su 12. svibnja 2007. godine na Cetinju formalno uspostavile Veliku ložu Crne Gore. Svečanim radom "unosa svjetla" je rukovodio veliki majstor Ujedinjene velike lože Njemačke, Klaus Kott. Novak Jauković je izabran za prvog velikog majstora crnogorske velike lože.  Dvije godine kasnije, u veljači 2009. godine, Ujedinjena velika loža Engleske priznala je Veliku ložu Crne Gore kao regularnu.
Početkom veljače 2017. u Podgorici je osnovana Loža "Europa", koja je postala dio lanca istoimenih masonskih loža koje djeluju diljem Europe pod okriljem regularnih velikih loža.

## Ustroj
Sjedište Velike lože Crne Gore je u Podgorici. Velika loža je upisana u Registar udruga Crne Gore pod nazivom Nevladino udruženje Velika loža Crne Gore Podgorica.

### Lože
Pod zaštitom ove velike lože djeluje pet loža, i to dvije u Podgorici, te po jedna u Kotoru, Cetinju i Nikšiću:
- Loža "Montenegro" br. 1, Podgorica – nosi naziv po engleskom nazivu za Crngu Goru, a osnovana je 1993. godine kao loža br. 4 pod zaštitom Regularne velike lože Jugoslavije.[14]
- Loža "Zora" br. 2, Kotor – nosi naziv po kotorskoj loži utemeljenoj 1926. godine,[15] a osnovana je kao loža br. 12 pod zaštitom Regularne velike lože Jugoslavije.[14]
- Loža "Luča mikrokozma" br. 3, Cetinje – nosi naziv po poemi Luča mikrokozma državnog i crkvenog poglavara, književnika i slobodnog zidara Petra II. Petrovića Njegoša, a osnovana je kao loža br. 18 pod zaštitom Regularne velike lože Jugoslavije.[14]
- Loža "Garibaldi" br. 4, Nikšić – nosi naziv po talijanskom revolucionaru i slobodnom zidaru Giuseppeu Garibaldu, a osnovana je kao loža br. 22 pod zaštitom Regularne velike lože Jugoslavije.[14]
- Loža "Europa" br. 5, Podgorica – nosi naziv po kontinentu Europa i dio je lanca istoimenih loža koje rade pod okriljem regularnih velikih loža u Europi.[16]

### Uprava
Velikom ložom Crne Gore upravlja veliki majstor koji se bira na trogodišnje razdoblje. Dosadašnji veliki majstori su:
1. Novak Jauković (2006. – 2009.)[a]
2. Novica Jovović (2009. – 2013.)
3. Dragoljub Duško Vuković (2013. – 2017.)
4. Božo Šibalić (2017. – 2021.)[1][17]
5. Vlado Vuković (od 2021.)

### Međunarodna suradnja
Velika loža sudjeluje u radu Svjetske konferencije regularnih masonskih velikih loža. Također, potpisala je povelje o prijateljstvu i međusobnom priznavanju s preko 100 regularnih velikih loža.

### Obredi
Primarni obred Velike lože Crne Gore je Schröderov obred. Velika loža upravlja simboličkim stupnjevima plave lože (učenik, pomoćnik i majstor) i delegira upravljanje visokim stupnjevima na dodatna tijela i redove.

## Pridružena tijela i redovi
Upravljanje visokim stupnjevima Velika loža Crne Gore provodi kroz pridružena tijela i redove od kojih svaki predstavlja jedan obred a na temelju potpisanih konkordata.